# Stigma (Buchstabe)

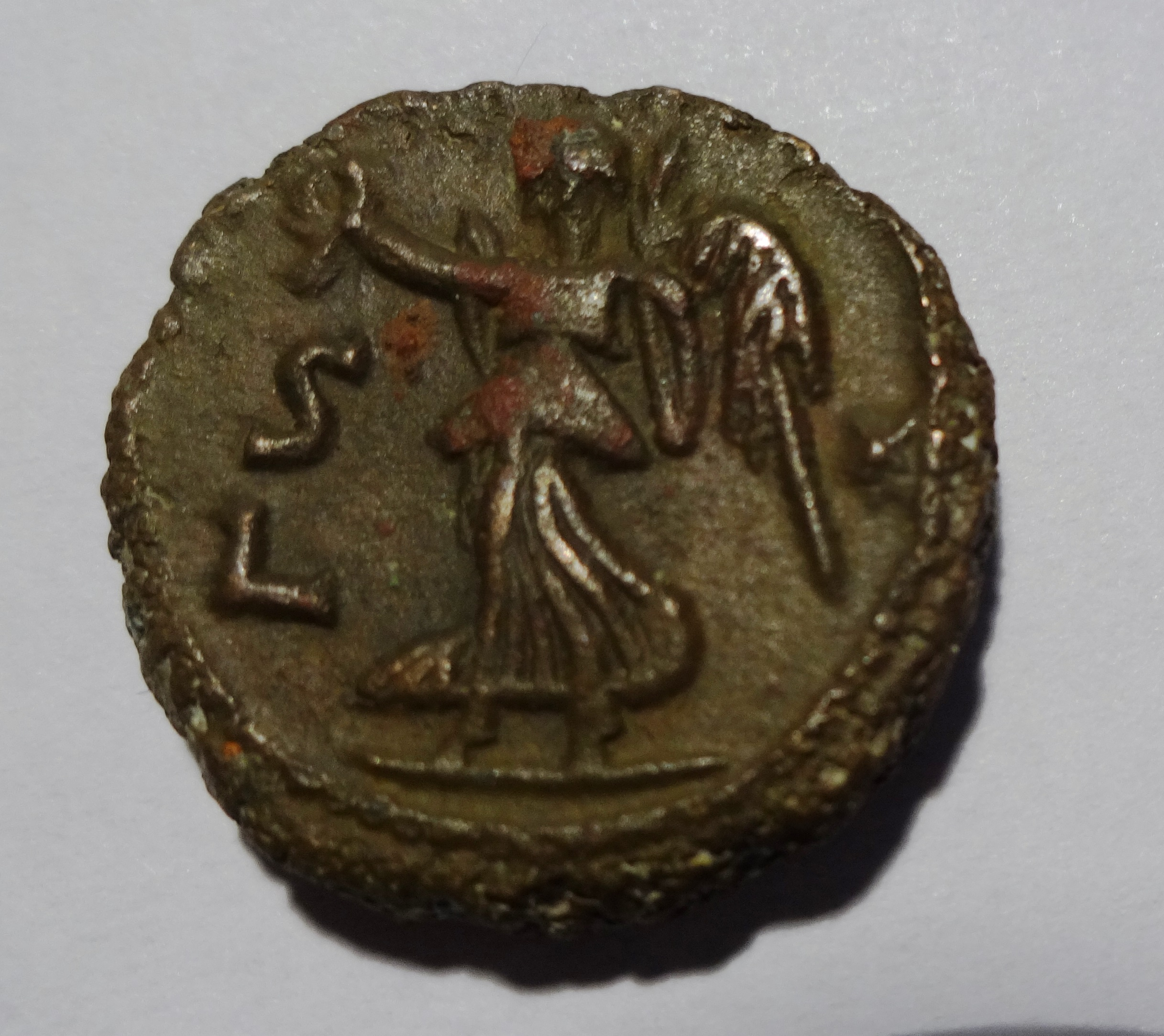
Demotisches L für „Jahr“ kombiniert mit griechischem ϛ für „sechs“ auf einer Münze aus Alexandria

Das Stigma (griechisches Neutrum στίγμα, Majuskel Ϛ (U03da), Minuskel ϛ (U03db) ) ist eine Ligatur der griechischen Buchstaben Σ σ Sigma und Τ τ Tau. Es hat nach dem milesischen System den Zahlwert 6. In anderer Literatur wird dem Zahlenwert 6 das Digamma ϝ (U03dd) zugeordnet. Dieses entspricht dem phönizischen Buchstaben Waw () und dem sprachlichen Laut [⁠w⁠].